# Гегель, Карл
Карл Гегель (Карл фон Гегель, нем. Karl Ritter von Hegel; 7 июня 1813, Нюрнберг — 5 декабря 1901, Эрланген) — немецкий историк, сын знаменитого философа Вильгельма Гегеля.
Был профессором истории в Ростоке и Эрлангене.
Его главное сочинение: «Die Geschichte der Städteverfassung von Italien» (Лейпциг, 1847).
В издании «Хроники немецких городов» (нем. Chroniken der deutschen Städte) редактировал хроники городов Нюрнберга, Кёльна, Страсбурга и Майнца.
Также написал:
- «Ueber den historischen Werth der älteren Dante-Kommentare» (Лейпциг, 1878),
- «Die Ordnungen der Gerechtigkeit in der Florentinischen Republik»
- «Städte und Gilden der germanischen Völker».